# Георги Караславов
Георги Славов Караславов е български писател, белетрист и драматург, академик.

## Биография
Роден е на 12 ануари 1904 година в село Дебър, днес квартал на Първомай. Започва да публикува през 1919 г. във вестник „К'во да е“. Работи в редакцията на вестник „Ведрина“ (1926 – 1927) на Антон Страшимиров. Участва в редактирането на вестниците „Поглед“ (1930 – 1934), „Ехо“ (1930 – 1934), „Жупел“ (1931 – 1934) и „Фронт на трудовоборческите писатели в България“. Някои от произведенията му са конфискувани от полицията – сборниците с разкази „Изчадия адови“ (1932) и „На два фронта“ (1934), повестта „Селкор“ (1933). За нея Караславов е осъден и затворен в Софийския централен затвор.
Първата му книга е „Уличници“ (1926), която пресъздава живота на децата от бедните градски покрайнини. Има обемно и жанрово богато творчество, сред което особено много изпъкват романите „Снаха“ и „Татул“. Главни герои в ранната проза на Караславов са бедните градски деца – сборник разкази „Уличници“ (1926). В сборника с разкази „Кавалът плаче“ (1927) са отразени събитията от септември 1923 г., а романът „Споржилов“ (1931) разкрива живота на строителните работници в Прага.
В социално-битовите романи „Татул“ (1938) и „Снаха“ (1942) авторът следва реалистичната традиция на българската белетристика, с дълбоко психологическо проникновение изобразява частнособственическата страст и трагизма в селския живот, но разкрива социалните и политически процеси в българското село, вътрешният драматизъм на героите е дискретно отражение на драматични социални конфликти. Романът „Снаха“, публикуван през 1942 г., е окачествен като най-висока точка в развитието на българската прогресивна проза преди 9 септември 1944 г. и получава „Лаврова клонка“ от цар Борис III за култура.
Участва в Септемврийското въстание през 1923 г. Завършва педагогическото училище в Казанлък (1924). През 1924 – 1925 г. учителства в родното си село, но за комунистическата си дейност е уволнен. През 1925 – 1928 г. следва агрономство в Софийския университет, но е изключен заради организиране на студентска стачка. Продължава образованието си в Прага (1929 – 1930), като същевременно работи като строителен работник в предградието Споржилов. Завършва агрономство в Софийския университет (1930).
Член е на БКП от 1924 г., на БКМС от 1922 г. и член на ЦК на БКП от 1958 г.
Участник е и като доброволец във Втората световна война. Към 1946 г. работи в сектор "Култура и наука" с чин полковник. Главен секретар и председател на Съюза на българските писатели (1958 – 1962).
През 1961 г. Караславов става академик, а през 1963 г. народен деятел на културата. Два пъти е удостоен със званието Герой на социалистическия труд (1959 и 1964), и Герой на България през 1974 г., орден „Георги Димитров“ (1959, 1964, 1974) и Димитровска награда (1950, 1959).
Народен представител от I до VII народно събрание от Пловдив и област. Заместник-председател на Президиума и член на Президиума на Народното събрание (1950 – 1962). Директор е на Народния театър „Иван Вазов“ в София (1947 – 1949), главен редактор (1952 – 1958) на сп. „Септември“, главен секретар и председател на Съюза на българските писатели (1958 – 1962).
Писателят постига сурова пластичност при изобразяване на битово-предметния свят и психологическа дълбочина при разкриване на човешката драма – характерни черти и на по-нататъшното му творчество. Караславов е написал сборниците „Свърши се нашата“ (1946), „Нови пътища“ (1959); повестите „Танго“ (1946), „Бащин грях“ (1961) и най-крупната си творба – епопеята „Обикновени хора“ от шест части (1952 – 1975). Тя е панорама на живота на българите от Първата световна война до 60-те години на ХХ век. Селският и родовият бит е показан в цялото си богатство, но в епопеята доминира повествованието за социалните и политически тежнения на обикновените хора и за борбите и жертвите му по тоя път. Събитията са максимално концентрирани в едно средно, типично българско село, първообраз на което е родното място на писателя. Типизацията е реалистична, без художествени преувеличения. Единствено в багрите и някои езикови обрати се усещат особеностите на тракийския юг.
Значително място в новата българска драматургия заемат драмите на Караславов – „Габерови“ (1955), „Камък в блатото“ (1959), „Глас народен“ (1962), „Майка на всички“ (1973). Караславов е автор и на мемоари („Срещи и разговори с Никола Вапцаров“, 1961; „Близки и познати“, 1968; „Книга за Смирненски и Вапцаров“, 1971; „Срещи и разговори с Георги Димитров“, 1971), на много книги за деца и юноши (най-популярна е повестта „Ленко“, 1957), на пътеписи, фейлетони, репортажи, литературно-критически очерци, статии. В 1976 година издава книгата си „Кавали свирят“.
С цялостното си литературно дело Караславов остава като един от големите творци в българската социално-реалистична литература. Произведенията му са преведени и издадени на много езици в чужбина – издадени са повече от 100 негови книги. Екранизирани са романите „Снаха“ (през 1954 и 1976), „Татул“ (1972), повестите „Танго“ (1969) и „Селкор“ (1974).
Окачествен е приживе за теоретик на българската съвременна култура, както и ревностен радетел за съхраняване културната памет и творчество и личности. Допринася през 1956 г. Старият град на Пловдив да бъде обявен за архитектурно-исторически резерват и за съхраняване на възрожденския дух и хилядолетната му история. В старите възрожденски къщи са събрани творбите на големите пловдивски художници.
Негов син е Слав Георгиев Караславов, а негов племенник – Слав Христов Караславов.